# Amós 1
Amós 1 es el primer capítulo del Libro de Amós en la Biblia hebrea o el Antiguo Testamento de la Biblia cristiana. Este libro contiene las profecías atribuidas al profeta Amós y es parte del Libro de los Doce Profetas Menores. Este capítulo contiene las profecías de los juicios de Dios sobre Siria, Filistea, Tiro, Edom y Amón.

## Texto
El texto original fue escrito en hebreo. Este capítulo está dividido en 15 versículos.

### Testigos textuales
Algunos de los primeros manuscritos que contienen el texto de este capítulo en hebreo pertenecen a la tradición del Texto Masorético, que incluye el Codex Cairensis (895), el Codex Babylonicus Petropolitanus (916), el Codex Aleppo (siglo X), el Codex Leningradensis (1008).
Se encontraron fragmentos que contienen partes de este capítulo entre los Rollos del Mar Muerto, incluido el 4Q78 (4QXIIc; 75–50 a. C.), con el versículo 1 existente; 4Q82 (4QXIIg; 25 a. C.), con los versículos existentes 3‑7, 9-15; 5Q4 (5QAmos; 50 a. C.–50 d. C.), con los versículos existentes 2‑5; y Wadi Murabba'at (MurXII; 75-100 CE), con los versículos existentes 5-15.
También existe la traducción al griego koiné conocida como la Septuaginta, realizada en los últimos siglos a. C. Los manuscritos antiguos existentes de la versión de la Septuaginta incluyen el Codex Vaticanus (B; {\displaystyle {\mathfrak {G}}}B; siglo IV), Codex Alexandrinus (A; {\displaystyle {\mathfrak {G}}}A; siglo V) y Codex Marchalianus (Q; {\displaystyle {\mathfrak {G}}}Q; siglo VI).

## Estructura
El capítulo se puede agrupar así:
- Amós 1:1–2 = Título
- Amós 1:3-5 = Juicio sobre Damasco
- Amós 1:6–8 = Juicio sobre Gaza
- Amós 1:9-10 = Juicio sobre Tiro
- Amós 1:11-12 = Juicio sobre Edom
- Amós 1:13-15 = Juicio sobre Amón

## Título

### Versículo 1
Las palabras de Amós, que fue uno de los pastores de Tecoa, que profetizó acerca de Israel en días de Uzías rey de Judá y en días de Jeroboam hijo de Joás, rey de Israel, dos años antes del terremoto.
- «Las palabras»: Jeremías comienza su profecía (Jeremías 1:1), igual que el escritor de Eclesiastés (Eclesiastés 1:1), con esa frase. La cláusula siguiente, «que profetizó», indica que las palabras no son de Amós, sino de YHWH.[14]
- «Amós» (que en hebreo significa «una carga») fue un pastor de Tecoa, un pequeño pueblo de Judá, una región más apta para fines pastorales que agrícolas. Amós, pues, poseía y cuidaba rebaños y recogía higos de sicómoro; no es que el primero fuera un oficio servil, los reyes mismos, como Mesa de Moab (2 Reyes 3:4), lo ejercían. Sin embargo, Amós (de Amós 7:14-15) parece haber sido de rango humilde.[5]
- «[P]astores»: la palabra hebrea noked usada aquí se encuentra en 2 Reyes 3:4 aplicada a Mesa, rey de Moab, un gran «propietario de ganados»; de ahí que algunos hayan considerado que Amos no era un mero asalariado, sino un rico poseedor de rebaños. Sin embargo, sus propias palabras (Amós 7:14-15) describen su posición como la de un trabajador pobre.[14]
- «[P]rofetizó acerca de Israel» o más bien «sobre Israel»: palabras fuertes que vienen sobre las graves transgresiones de Israel. La palabra hebrea «profetizó» (literalmente, «vio») no se refiere a una mera vista, sino una visión dada por Dios. Amós solo dice que fueron «sus» palabras, para agregar de inmediato que vinieron de Dios, que él mismo no era otra cosa sino el instrumento humano a través del cual Dios habló.[15]
- «Tecoa», una pequeña ciudad de Judá, a seis millas al sureste de Belén y a doce de Jerusalén, en los límites del gran desierto (2 Crónicas 20:20; comparar con 2 Crónicas 11:6). La región, al ser arenosa, era más apta para el pastoreo que para la agricultura.[5] Maundrell señala que está a nueve millas de distancia, al sur de Jerusalén;[16] y, según Jerónimo, estaba a doce millas de Jerusalén;[17] aunque en otro lugar dice que «Thecua, o Tekoa, una aldea a día hoy, está a nueve millas de Aelia o Jerusalén, de cuyo lugar era el profeta Amós, y donde se ve su sepulcro»:[18] o hay un error en el número, o de Aelia y Belén (parece que es el primer caso); según Josefo, no estaba lejos del castillo de Herodión.[19][20]
- «[D]os años antes del terremoto»: que era bien conocido en aquellos tiempos, y estaba fresco en la memoria. Zacarías habla de él muchos años después, de quien aprendemos que fue en los días de Uzías (Zacarías 14:5). Los escritores judíos generalmente señalan que fue cuando Uzías fue herido de lepra por invadir el oficio sacercdotal; y, en el año en que murió, fue cuando Isaías tuvo una visión de la gloria de YHWH, «sobre un trono alto y sublime, y sus faldas llenaban el templo» (Isaías 6:1); afirmación que concuerda con Josefo, quien también relata que «el Templo se abrió por el terremoto, la luz brillante del sol brilló sobre el rostro del rey, y la lepra inmediatamente se apoderó de él; y, en un lugar de la ciudad antes llamado Eroge, la mitad de una montaña hacia el oeste se rompió y rodó media milla hacia la parte oriental, y allí se detuvo, en los caminos y los jardines del rey».[21]

Sin embargo, esto no puede ser cierto, según Theodoret; ya que, según el relato, Amós debió comenzar a profetizar en el año 50 de Uzías (que reinó 52 años), quien comenzó su reinado en el año 27 de Jeroboam (2 Reyes 15:1), quien reinó 41 años (2 Reyes 14:23); de modo que Uzías y él fueron contemporáneos 14 años, pues Jeroboam murió 36 años antes del año 50 del reinado de Uzías; dado que Amós refiere que eran contemporáneos cuando comenzó a profetizar, dos años antes del terremoto, este terremoto ocurrió en la primera parte del reinado de Uzías, y no en la última parte; por lo tanto, no sucedió cuando fue afectado por la lepra.

### Versículo 2
Dijo: YHWH rugirá desde Sion, y dará su voz desde Jerusalén, y los campos de los pastores se enlutarán, y se secará la cumbre del Carmelo.
Referencia cruzada: Joel 3:16.

## Terremoto en elsigloVIIIa.C.
La investigación del profesor de geología Steven A. Austin y sus colegas publicada en 2000 sugirió que excavaciones arqueológicas muy separadas en los países de Israel y Jordania contienen arquitectura tardía de la Edad del Hierro (Hierro IIb) que sufrió daños por un gran terremoto. Los escombros del terremoto en seis sitios (Hazor, Deir 'Alla, Gézer, Laquis, Tell Judeideh y 'En Haseva), están estrechamente confinados estratigráficamente a mediados del siglo VIII a. C., con errores de datación de ~30 años. Este evento sísmico en particular fue confirmado en 2019 por geólogos que estudiaron capas de sedimentos en el suelo del Mar Muerto.
Amós de Tecoa pronunció su discurso en el templo del Becerro de Oro de la ciudad de Betel, en el reino norteño de Israel, justo «dos años antes del terremoto» (Amós 1:1), a mediados del siglo VIII a. C., cuando Uzías era rey de Judá y Jeroboam II era rey de Israel. Amós describió a la tierra siendo sacudida (Amós 8:8), las casas en ruinas (Amós 6:11), los altares cortados (Amós 3:14), e incluso el templo de Betel siendo golpeado y derribado (Amós 9:1). El terremoto mencionado por Amós impactó enormemente la literatura hebrea. Después del gigantesco terremoto, ningún profeta hebreo pudo predecir una visitación divina en juicio sin aludir a un terremoto. Pocos años después del terremoto, Isaías escribió sobre el «Día de YHWH» cuando todo lo elevado y exaltado se humillará en el momento en que «se meterán en las cavernas de las peñas y en las aberturas de la tierra, por la presencia temible de YHWH» (Isaías 2:19, 21). También Isaías vio a YHWH en un templo sacudido por un terremoto (Isaías 6:4). Joel repitió el lema de Amós: «Y YHWH rugirá desde Sion, y dará su voz desde Jerusalén», y agregó la imagen de la teofanía sísmica «temblarán los cielos y la tierra» (Joel 3:16; compárese con Amós 1:2). Después de describir un futuro terremoto y pánico durante el «Día de YHWH», en la llegada del Mesías al Monte de los Olivos, Zacarías dice: «huiréis de la manera que huisteis por causa del terremoto en los días de Uzías rey de Judá» (Zacarías 14:5). El pánico causado por el terremoto de Amós debió haber sido un tema legendario en Jerusalén, pues Zacarías pidió a sus lectores que recordaran ese terrible evento 230 años después.
En 2005, el sismólogo Nicholas Ambraseys revisó la literatura sobre terremotos históricos en Jerusalén y específicamente el terremoto de Amós. Afirma que «los escritores modernos fechan el terremoto en 759 a. C. y le asignan una magnitud de 8.2, con una intensidad en Jerusalén entre VIII y IX». Él cree que tal terremoto «debería haber arrasado Jerusalén hasta los cimientos» y afirma que no hay evidencia física o textual de esto. Al discutir la mención de Zacarías de un terremoto, sugiere que fue una inserción del siglo V o IV a. C. y analiza varias versiones del pasaje que describen el evento de diferentes maneras. Sugiere que las diferencias pueden deberse a una lectura confusa de las palabras hebreas para «serán taponados» (ve-nistam) y «huirás» (ve-nastem) y que «adoptando la última lectura como más plausible en relación al fenómeno natural descrito, es obvio que no hay otra explicación que un gran deslizamiento de tierra, que puede o no haber sido provocado por este o por otro terremoto». También afirma que una búsqueda de cambios en el terreno parecidos a los descritos en Zacarías no reveló «ninguna evidencia directa o indirecta de que Jerusalén estuviera dañada». No obstante, este terremoto parece ser el más grande jamás documentado en la zona de fallas de transformación del Mar Muerto durante los últimos cuatro milenios.